# Sergio Pininfarina

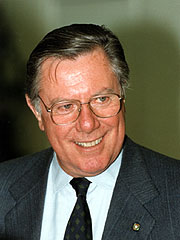
Sergio Pininfarina, 2005

Sergio Pininfarina (* 8. September 1926 in Turin als Sergio Farina; † 3. Juli 2012 ebenda) war ein italienischer Industriedesigner und Politiker. International bekannt wurde er mit Karosserie-Design für Ferrari, Fiat, Lancia, andere italienische Autofirmen, Peugeot sowie Eisenbahnen. Er ist zudem ein Cousin von Giuseppe Farina.

## Leben
Im Jahr 1950 schloss er am Polytechnikum Turin sein Maschinenbaustudium ab und trat in das Unternehmen seines Vaters Battista „Pinin“ Farina ein. Nach dem Tod seines Vaters 1966 wurde er Generaldirektor der nun in Pininfarina umbenannten Firma. Von 1974 bis 1977 unterrichtete Pininfarina am Polytechnikum in Turin. Er war Mitglied des Partito Liberale Italiano. Von 1979 bis 1988 war er für die Liberale und Demokratische Fraktion Mitglied des Europäischen Parlaments. In den Jahren 1988–1992 fungierte er als Präsident der Confindustria.
Sein Nachfolger als Chef von Pininfarina wurde zunächst sein Sohn Andrea Pininfarina. Nachdem dieser 2008 tödlich verunglückt war, übernahm der zweite Sohn, Paolo, die Leitung.
Sergio Pininfarina starb im Juli 2012 im Alter von 85 Jahren in Turin. Er liegt auf dem Cimitero monumentale in Turin begraben.

## Auszeichnungen
Pininfarina gewann 2004 als Unternehmer und Designer den red dot design award: design team of the year. Im Oktober 2005 wurde er von Staatspräsident Carlo Azeglio Ciampi zusammen mit Giorgio Napolitano zum Senator auf Lebenszeit ernannt.

## Trivia
Aufgrund der jahrzehntelangen, engen Verbindung zwischen Pininfarina und Ferrari teilte das Magazin Auto motor und sport 1991 über ihn mit: „Von […] Sergio Pininfarina sagt man in Italien, daß sogar seine roten Blutkörperchen das gelbe Emblem mit dem springenden Ferrari-Pferdchen tragen.“ Im gleichen Interview ließ er wissen, dass er – befragt nach bedeutenden Entwürfen anderer Automobildesigner – dem Mini von 1959 den (Zitat) „meisten Respekt zollen“ würde.